# 그라인드하우스
그라인드하우스(영어: Grindhouse) 또는 액션 하우스는 미국의 영화관 종류 중 하나로, 주로 엑스플로이테이션 영화나 B급 영화를 틀어주는 영화관을 의미한다.
그라인드 하우스는 성인용 저예산 공포, 스플래터, 착취 영화를 주로 상영하는 극장을 가리키는 미국식 용어이다. 역사가 데이비드 처치(David Church)에 따르면 이 극장 유형은 일반적으로 매일 상승하는 할인 티켓 가격으로 영화를 지속적으로 상영하는 1920년대 초로 거슬러 올라가는 영화 프로그래밍 전략인 "그라인드 정책"의 이름을 따서 명명되었다. 이 전시 관행은 일반적으로 스튜디오 소유였던 대형 도시 극장의 다양한 좌석 섹션에 대해 하루에 적은 수의 쇼와 점진적인 가격 책정이라는 시대의 일반적인 관행과는 현저하게 달랐다.